# Abraham Erasmus van Wyk
Abraham Erasmus „Braam“ van Wyk (* 19. Februar 1952 in Wolmaransstad, Transvaal) ist ein südafrikanischer Botaniker, der vor allem als Experte für die Klassifizierung der Bäume des südlichen Afrikas bekannt ist. Sein botanisches Autorenkürzel lautet „A.E.van Wyk“.

## Leben
Van Wyk wuchs auf einer Mais- und Rinderfarm auf, wo er bereits als Kind von der Sukkulenten-Flora der Umgebung fasziniert war. Er schrieb sich an der Potchefstroom University for Christian Higher Education ein, wo er 1973 seinen ersten Bachelor-Abschluss mit Auszeichnung in den Hauptfächern Botanik, Zoologie und Pflanzenphysiologie erwarb. 1974 folgte ein B.Sc. (Hons) und 1976 ein Higher Diploma in Education. 1977 graduierte er an der Universität Pretoria mit der Arbeit ’N Taksonomiese-anatomiese ondersoek van verteenwoordigers van die genus Eugenia L. [Myrtaceae] in Suid-Afrika über Aspekte zur Systematik der Myrtengewächse unter der Leitung von Daniel Johannes Botha zum Master. Im Januar desselben Jahres trat er eine Dozentenstelle an der Universität Pretoria an. Seine Forschung über die Familie Myrtaceae gipfelte schließlich in der Dissertation Contributions towards a new classification of Eugenia L. (Myrtaceae) in Southern Africa, mit der er 1986 unter der Leitung von Petrus Johannes Robbertse und Pieter Daniel Francois Kok zum D.Sc. promoviert wurde. Im selben Jahr wurde er zum Senior Researcher befördert, ein Jahr später zum außerordentlichen Professor. Seit 1989 hat er den Louis-Botha-Lehrstuhl für Allgemeine Botanik an der Universität Pretoria inne. Gleichzeitig war er Kurator des H.G.W.J. Schweickerdt Herbariums an der Universität Pretoria.
Seine Forschungsinteressen umfassen ein breites Spektrum botanischer Teildisziplinen, darunter die Holz- und Rindenanatomie sowie die Taxonomie der südafrikanischen Baumflora. Er veröffentlicht regelmäßig Beiträge zum Projekt des Southern African Botanical Diversity Network (SABONET), wo er als Experte für Pflanzenbestimmung, Taxonomie und Herbariumspraxis tätig ist.
Van Wyk publizierte, oft zusammen mit seinen Doktoranden, in unterschiedlichen botanischen Teildisziplinen, darunter in Phytotomie, Biografien und Bibliografien, Taxonomie, Nomenklatur, Pflanzenembryologie, Phytogeographie, Palynologie, Reproduktionsbiologie, Pflanzensoziologie, Systematik, Floristik und Ökologie.
Van Wyk fungiert als externer Prüfer auf Unter- und Postgraduiertenebene für 15 Universitäten sowohl in Südafrika als auch international. Darüber hinaus ist er Mitglied von 11 botanischen Fach- und Amateurgesellschaften und hat in vielen von ihnen leitende Funktionen inne. So war er u. a. für die South African Association of Botanists (SAAB) tätig.
Van Wyk hat etwa 400 Schriften verfasst oder mitverfasst, darunter sieben Bücher. Seine Veröffentlichungen decken ein breites Spektrum ab, von wissenschaftlichen Abhandlungen bis hin zu Feldführern. Zu seinen bekanntesten Werken gehören Field guide to the wild owers of the Highveld, Field guide to trees of southern Africa, Photographic guide to wild owers of southern Africa und Photographic guide to trees of southern Africa.
Van Wyk ist mit Elsa Maritz verheiratet, die er als Student an der Potchefstroom University for Christian Higher Education kennenlernte. Aus dieser Ehe gingen ein Sohn und eine Tochter hervor.

## Ehrungen und Dedikationsnamen
Van Wyk wurde für seine Arbeit mehrfach ausgezeichnet, darunter mit der SAAB-Silbermedaille (2002), der SAAB-Goldmedaille (2018), dem Havenga Prize für Biowissenschaften der Suid-Afrikaanse Akademie vir Wetenskap en Kuns (2010), der Marloth Medal der Botanical Society of South Africa (2013), dem North West University Alumni Award of Excellence (2015) und sechsmal mit dem Exceptional Achiever Award der Universität Pretoria. Im Juni 2017 widmete ihm das South African National Biodiversity Institute die 65. Ausgabe seines Journals Flowering Plants of Africa. Zudem wurde er mit dem Allen Dyer Award der Succulent Society of South Africa ausgezeichnet.
Nach van Wyk sind die Taxa Canthium vanwykii, Gymnosporia vanwykii, Eugenia vanwykiana, Pavetta vanwykiana und Aloe braamvanwykii benannt.